# Rhys Norrington-Davies
Rhys Llewelyn Norrington-Davies, född 22 april 1999 i Riyadh, Saudiarabien, är en walesisk fotbollsspelare som spelar för Sheffield United. Han representerar även det walesiska landslaget.
Norrington-Davies föddes i Riyadh, Saudiarabien, då hans far jobbade för Brittiska armén där.